# 508
508 (DVIII) je bilo prestopno leto, ki se je po julijanskem koledarju začelo na torek.

## Dogodki
- 1. januar